# Georges Cyr
 (mars 2023).
Si vous disposez d'ouvrages ou d'articles de référence ou si vous connaissez des sites web de qualité traitant du thème abordé ici, merci de compléter l'article en donnant les références utiles à sa vérifiabilité et en les liant à la section « Notes et références ».
 (mars 2023).
Georges Albert Cyr, de son patronyme réel Georges Cuir, est né à Montgeron (Seine-et-Oise), le 3 juin 1880 et mort à Beyrouth le 4 juillet 1964. C'est un peintre et aquarelliste français et libanais.

## Biographie
Entre 1914 et 1928, il vit dans la région de Rouen. Il a une prédilection pour la peinture des ports, des quais, des plages, des bateaux.
Il expose au Salon des indépendants de 1927 les toiles La Jetée à Honfleur et Rouen : rue des Cordeliers, en 1928 Le Havre, les bassins et Port du Havre et, en 1929, La Seine à Caudebec-en-Caux et Le Port de Fécamp et, au Salon d'automne de 1928, deux paysages : Le Port de Rouen et Fécamp, les falaises. 
Il envoie aussi dans diverses galeries parisiennes, mais un drame personnel lui fait quitter la France en 1934. Il choisit, presque par hasard, le Liban, où il devait passer vingt-sept années. 
Dès le départ, il ne connaît pas de problèmes d'adaptation et est entouré d'un cercle d'amis proches, Libanais et Français vivant au Liban : G. Schéhadé, A. Tabet, G. Bounoure, J. Chevrier,  H. Seyrig, G. Naccache. Il travaille dans un courant modernisant, une avant-garde à couleur locale, un cénacle restreint comme pouvait en susciter la société libanaise. Tout deviendra plus difficile à partir du moment où, par sa fonction - celle de conseiller artistique à l'ambassade de France qu'il occupera quelques années -, il sera le mentor officieux d'un public francophone assez candide pour se croire au centre de l’intelligence et du goût. Il y régnait, du moins jusqu’à la fin du Mandat, un hédonisme de bon ton. Cyr sera d'ailleurs identifié à la société du Mandat alors qu'il correspondait au clivage entre Mandat et indépendance et s'était voulu un relais entre les deux périodes.
Comme Seyrig, il avait contracté le mystérieux virus qu'est le goût de la vie à Beyrouth. Mais là où Seyrig n'avait trouvé qu'une discipline et l'impérieuse exigence qui consiste à vouloir se réaliser dans un désert, Cyr découvrait un cercle de jeunes Libanais ambitieux, pour qui il représentait Paris et l'avant-garde, ou du moins ce qu'ils imaginaient être Paris. Il lui fallut alors jouer le rôle qu'on lui assignait. Il devint une part de la présence française au Liban et ravit la société qui l'accueillait parce qu'elle retrouvait en lui le miroir de ce qui la justifiait.
À l'époque, les peintres devaient vivre de la vente de leurs toiles, et il y avait nécessairement une part d'artisanat dans la production de la représentation. Cyr fut peintre avec plus d'artisanat que de métier, et plus de métier que de création, mais de ce métier et de son exercice, il sut maintenir l'alacrité. Il transpose la couleur locale jusqu'à son propre rêve, qui finit par lui faire apparaître sa peinture comme une parodie inutile, une illusion perpétuellement changeante.
Il vendait des aquarelles, pour vivre. C'est ce que faisaient Onsi et Farroukh, qui peignaient, eux aussi, des paysages libanais ou des scènes de genre pour des acheteurs fortunés. Cyr entretint des rapports amicaux avec Onsi, dont la femme, alsacienne et jardinière au Collège protestant, faisait en sorte que son mari put vendre de temps à autre une aquarelle à un professeur ou un touriste ami. Onsi était, pour sa part, relativement retiré de toute vie sociale et ne faisait pas figure de concurrent dans les milieux que fréquentait Cyr. Onsi, Farroukh et Gemayel avaient fait leurs études à Paris, et Cyr ne leur en apportait donc pas les leçons.
Il s'intégra rapidement au système pictural et social de la frange cultivée de la société franco-libanaise. Farroukh se trouvait au point de clivage entre la société islamique sunnite dont il était issu, et qui lui assurait sa clientèle, et une société française avec laquelle il estimait avoir à traiter, non au motif de ses études à Paris, mais parce qu'elle représentait un public d'acheteurs potentiels. Quant à Gemayel, actif dans les milieux intellectuels, il était perçu par Cyr comme un peintre mondain voué aux facilités des portraits sur commande. Ils ne fréquentaient pas le même milieu, et de toute évidence, leurs mondes ne se rencontraient pas. Gemayel était le peintre d'une bourgeoisie libanaise aux yeux de laquelle il personnifiait la peinture, à la différence d'un Cyr tenu pour un bohème parisien. Cyr voyait aussi en Gemayel le retour à un impressionnisme plaisant, dont la peinture ne se justifiait pas.
Vers la fin des années 1940, Cyr traversa une crise très violente, un questionnement sur sa place dans l'histoire de l'art contemporain. Sa grande affaire devint son dialogue difficile avec le cubisme, dialogue décalé, peinture cubiste telle qu'on la comprenait dans les années 1930, mais qui dans son cas, fut continuellement fouettée par la chaleur et la lumière de la Méditerranée, ainsi que par une sensualité qu'il ne pouvait plus traduire en aquarelles. Ayant épuisé le travail à l'aquarelle du paysage libanais et exploré toutes les résonances du genre à ce niveau, il voulait quelque chose de plus construit, qui fit le poids par rapport à l'histoire de la peinture.
Le chapitre des aquarelles clos, c'est Paris qui l'intéressa de nouveau comme enjeu nécessaire. Il y faisait un voyage chaque année, y exposait dans le sillage des interrogations du post-cubisme. Sa sensibilité à la lumière lui venait de son vieux fond de peintre des guinguettes des bords de Marne découvrant l'Orient et gardant toujours l'œil sur Paris, ne fût-ce que pour avoir l'air d'être au courant aux yeux des Libanais. Toutefois, à la différence d'Onsi, il s'épuisait à se poser des questions, estimait n'avoir pas obtenu des aquarelles d'autre réponse que la sensualité nonchalante où la peinture finit par n'être plus que l'exercice d'un voyeurisme épuisé par la sensation.
Cyr tenta de s'en préserver par la rigueur forcée d'une construction cubiste perçue à travers sa lecture des années 1930 et les tentations, perpétuellement détournées, d'une intégration à une avant-garde qui n'était, en fait, que la vitrine commerciale d'un pays sous mandat soucieux d'imiter sa métropole. Mais sa peinture de la fin des années 1940 fut souvent d'une grande qualité dans le courant post-cubiste, construite et claire, mesurée et élégante.
Les objets picturaux de Cyr étaient typiquement français et il avait recours à ce qu'il avait appris de la peinture. Pour lui, le cubisme semblait être la seule structure possible, la seule assise picturale de la modernité. Eut-il l'ambition d'innover dans un cubisme synthétique par rapport aux succès de Lhote et à la vogue du néo cubisme après la Libération? En tout cas, il voulut désespérément être reconnu à Paris, seul et nécessaire enjeu, en même temps qu'il maintenait au Liban, de façon vivante et féconde, une présence culturelle française qui aida bon nombre de jeunes peintres libanais, ne fût-ce qu'à se démarquer de lui, après avoir passé dans le moule souvent contraignant de son atelier.
Après la Seconde Guerre mondiale, Cyr mesura l'anachronisme de sa situation et remit en question la valeur de sa propre peinture. Il voulut se fondre dans la vie libanaise. Qu'il l'ait ou non souhaité, il aida à poser et à catalyser l'idée d'une peinture libanaise faite par des Libanais. Il ne peut que s'être posé l'angoissante question de sa place dans l'histoire de la peinture et dans celle de la peinture au Liban. En fait, si l'on peut dire qu'il ne s'y inscrit pas, c’est seulement parce que ce déroulement naturel n’existe pas. À la limite, tout peintre est un accident, accident heureux quand il apporte quelque chose de neuf. Cyr eut sans nul doute, du fait de son expérience picturale libanaise, une historicité réelle due à sa présence, à son influence, à sa façon de réagir par rapport à une atmosphère et à un pays, en participant à sa vie culturelle durant une période suffisamment longue pour être significative.
Georges Cyr a exposé en 1935 et 1938 à l'hôtel Saint-Georges à Beyrouth ; du 11 au 28 février 1949 et du 10 au 21 mai 1950, au Centre d'études supérieures à Beyrouth; en février 1953, et du 16 au 30 juin 1954, à la galerie Art vivant à Paris ; en décembre 1954 à la galerie Fritz Gotthelf à Beyrouth; du 25 octobre au 12 novembre 1955 à la galerie Art vivant à Paris ; du 13 au 19 mai 1956 au Centre d'études supérieures de Beyrouth; du 5 au 20 avril 1957 à la galerie Perspectives à Beyrouth, en 1960 et 1961 à la galerie Alecco Saab à Beyrouth. Il lui fut consacré une Rétrospective 1933-1962 en 1962, au Centre d'art contemporain de Beyrouth et, en 1963, une exposition au Journal L'Orient.